# Charles Cooper (Konstrukteur)
Charles Newton „Charlie“ Cooper (*  14. Oktober 1893 in Paris, Frankreich; † 2. Oktober 1964 in Surbiton) war ein britischer Rennwagenkonstrukteur und Rennstallbesitzer. Zusammen mit seinem Sohn John gründete er die Cooper Car Company, die in den 1950er- und 1960er-Jahren einer der erfolgreichsten Rennwagenhersteller war und mit Werksteams in der Formeln 1, 2 und 3 antrat. Cooper revolutionierte den Monoposto-Sport, als er die ersten erfolgreichen Formelrennwagen mit Mittelmotor nach dem Zweiten Weltkrieg an den Start brachte. Bekannt wurde er auch durch den Mini Cooper, eine nach ihm benannte sportliche Version des Kleinwagens Mini.

## Biografie

### Persönliches
Charles Coopers Eltern waren fahrende Schauspieler, die im letzten Jahrzehnt des 19. Jahrhunderts europaweit auftraten. Sein Vater war der gebürtige Brite Charles Renard Cooper, seine Mutter eine Schauspielerin französisch-spanischer Herkunft. Charles Cooper und seine Zwillingsschwester Judy wurden in Paris geboren, wo die Eltern 1893 zeitweise auftraten. In den folgenden Jahren nahmen die Eltern verschiedene Engagements in Frankreich und Spanien an. Die Mutter starb früh. Nach ihrem Tod kehrte Charles Renard Cooper mit den Kindern nach Großbritannien zurück. Die Familie ließ sich in Malden nieder.
Nach dem Abschluss der Schulausbildung absolvierte Cooper eine Lehre bei dem Automobilhersteller Napier & Son in Acton. Hier kam er erstmals mit dem Automobilsport in Verbindung, als er den Rennwagen des Inhabers von Napier betreute. Nach dem Ende des Ersten Weltkriegs, an dem Cooper als Soldat teilnahm, eröffnete er eine eigene Motorrad- und Automobilwerkstatt, die später zu einem Hersteller von Rennwagen wurde.
Cooper war verheiratet und hatte einen Sohn. Er starb im Oktober 1964 nach kurzer Krankheit.

### Eigene Werkstatt
1922 eröffnete Cooper in der Ewell Street im Londoner Vorort Surbiton eine Werkstatt für Automobile und Motorräder, die zehn Jahre später in die Hollyfield Road verlegt wurde. Neben der Reparatur von Fahrzeugen gehörte auch der Bau von Wohnanhängern zu einem Schwerpunkt von Coopers Aktivitäten.
In seiner Freizeit fuhr Cooper ab 1925 auf Amateurniveau Motorradrennen, in erster Linie auf dem benachbarten Brooklands-Kurs. Dort lernte er den Automobilrennfahrer Kaye Don kennen, dessen Einsatzfahrzeuge er in seiner Werkstatt ab 1930 betreute. Zeitweise arbeitete Cooper auch als Dons Mechaniker an den Rennstrecken. Als Don im Mai 1934 nach einem von ihm verursachten Autounfall, bei dem sein Beifahrer starb, wegen Totschlags angeklagt und zu einer Haftstrafe verurteilt wurde, nahm Cooper Kontakt zu dem Alfa-Romeo-Piloten Ginger Hamilton auf, der ebenfalls regelmäßig in Brooklands fuhr. Cooper wurde Hamiltons Rennmechaniker. Wenig später konstruierte er seinen ersten Rennwagen, der für seinen Sohn John bestimmt war. Das Auto kam nicht zu einem professionellen Einsatz.
Während des Zweiten Weltkriegs konzentrierte sich der Betrieb auf die Reparatur und den Unterhalt von Feuerwehrfahrzeugen.

### Der Rennstall

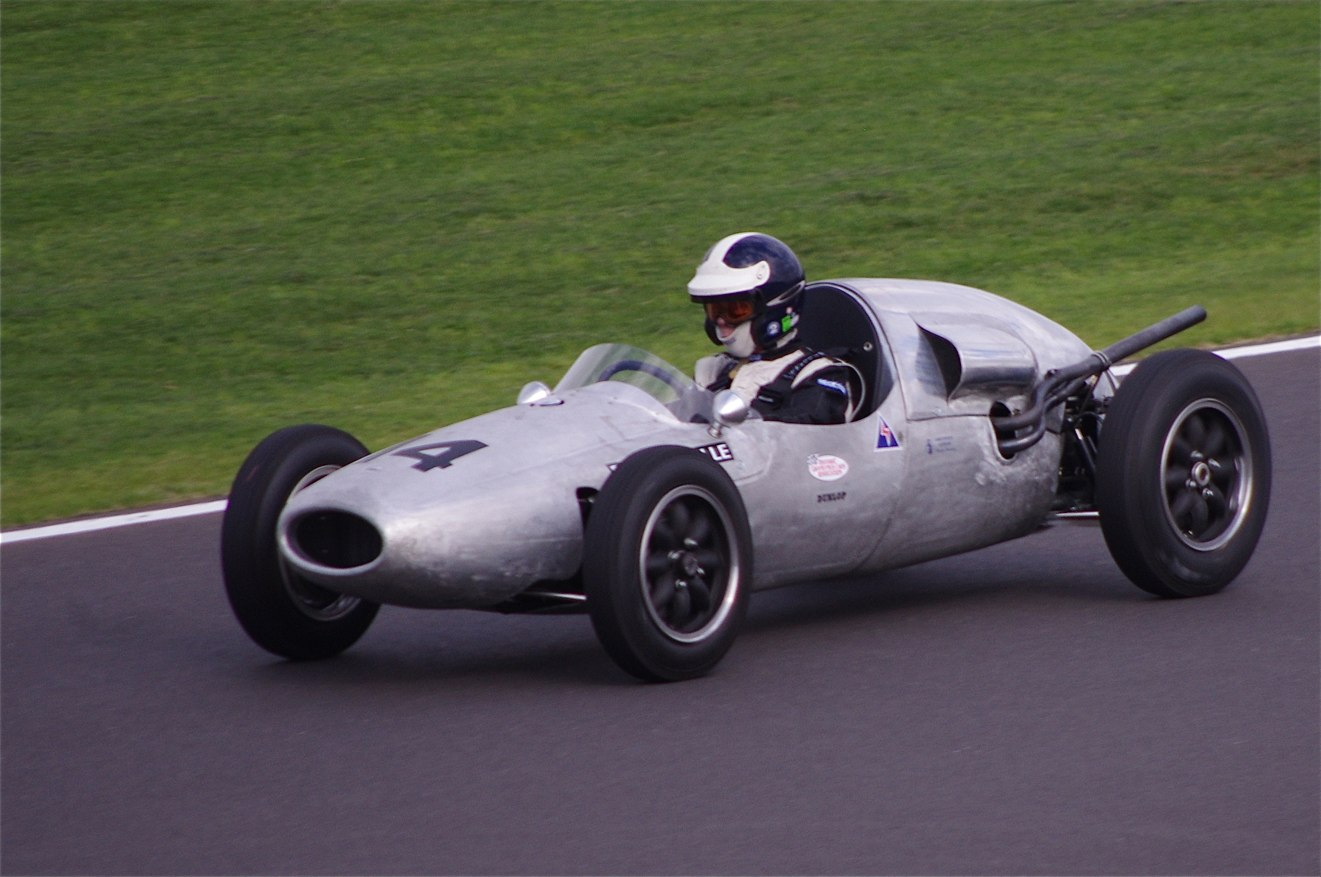
Von Charles Cooper und Owen Maddock konzipiert: Cooper T41 mit Mittelmotor

1946 begannen Charles Cooper, sein damals 23 Jahre alter Sohn John und dessen Schulfreund Eric Brandon „aus reinem Vergnügen“ mit dem Bau eigener Rennwagen. Die ersten Fahrzeuge waren für die 500-cm³-Klasse bestimmt, aus der später die Formel Junior bzw. Formel 3 wurde. Bis 1959 entstanden bei Cooper 320 Fahrzeuge der 500er-Klasse. Einer der ersten Cooper-Kunden war Stirling Moss; der Cooper T5 war sein erstes Rennauto. Moss, Jack Brabham, Peter Collins, Mike Hawthorn und viele andere Piloten feierten zahlreiche Erfolge mit Coopers Formel-3-Autos.
Seit 1950 lag der Schwerpunkt von Cooper Cars in der Produktion von Rennwagen. Nach der Formel Junior wandte sich Cooper der Formel 2 zu. Der Cooper T20 mit Bristol-Motor („Cooper-Bristol Mk. I“) war eines der besten Fahrzeuge der Automobil-Weltmeisterschaft 1952. Mit dem T41 von 1956 revolutionierte Cooper den Formel-Sport: Er war einer der ersten Rennwagen der Nachkriegszeit, die mit einem Mittelmotor ausgestattet waren. Der T41 und seine Nachfolger dominierten bis 1960 die Formel 2.
Zu dieser Zeit war Cooper Cars bereits in der Formel 1 aktiv. Das Unternehmen baute und verkaufte kompakte Mittelmotorrennwagen und setzte einige von ihnen mit dem eigenen Werksteam in der Formel-1-Weltmeisterschaft ein. Charles Cooper leitete den Rennstall und war bei den meisten Veranstaltungen an der Rennstrecke anwesend. 1959 und 1960 erzielte das Werksteam seine größten Erfolge: Jack Brabham wurde auf einem Cooper T51-Climax Formel-1-Weltmeister, und die Cooper Car Company gewann die Konstrukteursmeisterschaft. Später fuhren Jochen Rindt und Bruce McLaren für Cooper. Der spätere McLaren-Teamchef Ron Dennis begann bei Charles Cooper als Mechaniker seine Motorsportkarriere.
Nach dem Tod Charles Coopers verunglückte sein Sohn John bei einem Verkehrsunfall. Ken Tyrrell übernahm vorübergehend die Leitung des Rennstalls, bevor er an außenstehende Investoren verkauft wurde. Die Cooper Car Company wurde Ende 1968 geschlossen.

### Mini Cooper
Ein weiteres Standbein Coopers war der Mini Cooper, eine sportliche Version des Kleinwagens Mini, der in den 1960er-Jahren im Rallye-Sport erfolgreich war. Die wesentliche Entwicklung des Wagens erfolgte durch John Cooper; Charles Cooper war an seiner Entwicklung allerdings beratend beteiligt.